# Диас Гонсалес, Оскар
Оскар Диас Гонсалес (исп. Óscar Díaz González; род. 24 апреля 1984, Мадрид) — испанский футболист, нападающий клуба «Эркулес» (Аликанте).

## Биография
В 2003 году Оскар Диас присоединился к резервной команде «Алькоркон Б», в составе которой он провел один сезон. Летом 2004 года Диас официально стал игроком первой команды «Алькоркон». В её составе он находился в течение сезона, который стал для Оскара самым настоящим открытием, как и для других клубов, внимательно следивших за развитием футболиста. В течение сезона Диас получил игровую практику в виде 36 матчей, забив 6 мячей.
Летом 2005 года Оскар Диас присоединился к команде «Реал Мадрид Кастилья». На протяжении сезона 2005/06 полузащитник был выпущен на поле в 13 матчах, забив 2 мяча. Летом 2006 года Оскара Диаса продали в клуб «Эльче», в составе которого он находился два сезона. За этот период профессиональной карьеры Оскар получил игровую практику в 44 матчах и забил 4 мяча, после чего, летом 2008-го отправился покорять новые футбольные вершины в клубе «Мальорка». В том же, 2008-м году, полузащитник подписал договор аренды с клубом «Сельта», где отыграл полноценный сезон. В течение года Оскар Диас вышел на поле в 34 матчах и отличился 2 забитыми мячами. В январе 2010 года Диас присоединился на правах аренды к «Рекреативо», где сыграл 16 матчей до окончания сезона 2009/10.
Летом 2010 года Оскар Диас закончил очередной этап карьеры с клубом «Мальорка», в составе которого испанский полузащитник так и не сыграл ни одного матче. Летом того же года Диас перешёл в расположение испанского «Херес», где он выступал на протяжении полутора лет. В течение этого периода времени полузащитник вышел на поле в 52 матчах и забил 6 мячей. В январе 2012 года Оскар присоединился к клубу «Жирона», в составе которого он уже отыграл 9 матчей.
В сезоне 2013/14 выступал за клуб «Альмерия», сыграв 34 матча и забив 6 мячей. Летом 2014 он подписал контракт с испанским «Вальядолидом»